# Affliction (roman)
Pour les articles homonymes, voir Affliction.
Affliction (titre original : Affliction) est un roman américain de Russell Banks paru en 1989.

## Adaptation
- 1997 : Affliction, film américain réalisé par Paul Schrader, avec Nick Nolte, Sissy Spacek et James Coburn